# Coatréven
Coatréven är en kommun i departementet Côtes-d'Armor i regionen Bretagne i nordvästra Frankrike. Kommunen ligger i kantonen Tréguier som tillhör arrondissementet Lannion. År 2022 hade Coatréven 493 invånare.

## Befolkningsutveckling
Antalet invånare i kommunen Coatréven
Referens:INSEE